# Pierric
Pierric (bretonisch: Pierig) ist eine französische Gemeinde mit 1.011 Einwohnern (Stand: 1. Januar 2022) im Département Loire-Atlantique in der Region Pays de la Loire; sie gehört zum Arrondissement Châteaubriant-Ancenis und ist Teil des Kantons Guémené-Penfao. Die Einwohner werden Pierricais genannt.

## Geografie
Pierric liegt etwa 50 Kilometer nordnordwestlich von Nantes am Fluss Chère, der hier in die Vilaine am nordwestlichen Gemeinderand mündet. Umgeben wird Pierric von den Nachbargemeinden Sainte-Anne-sur-Vilaine im Norden und Nordwesten, Grand-Fougeray im Norden und Nordosten, Derval im Osten, Conquereuil im Süden, Guémené-Penfao im Westen und Südwesten sowie Langon im Nordwesten.

## Bevölkerungsentwicklung
| Jahr                       | 1962 | 1968 | 1975 | 1982 | 1990 | 1999 | 2006 | 2017 |
| Einwohner                  | 974  | 896  | 791  | 816  | 781  | 783  | 883  | 976  |
| Quellen: Cassini und INSEE |      |      |      |      |      |      |      |      |

## Sehenswürdigkeiten
- Kirche Saint-Guignolet, Ende des 19. Jahrhunderts erbaut
- Pas-du-Saint, Pilgerort, vor allem des 10. Jahrhunderts mit Kreuz und kleiner Kapelle

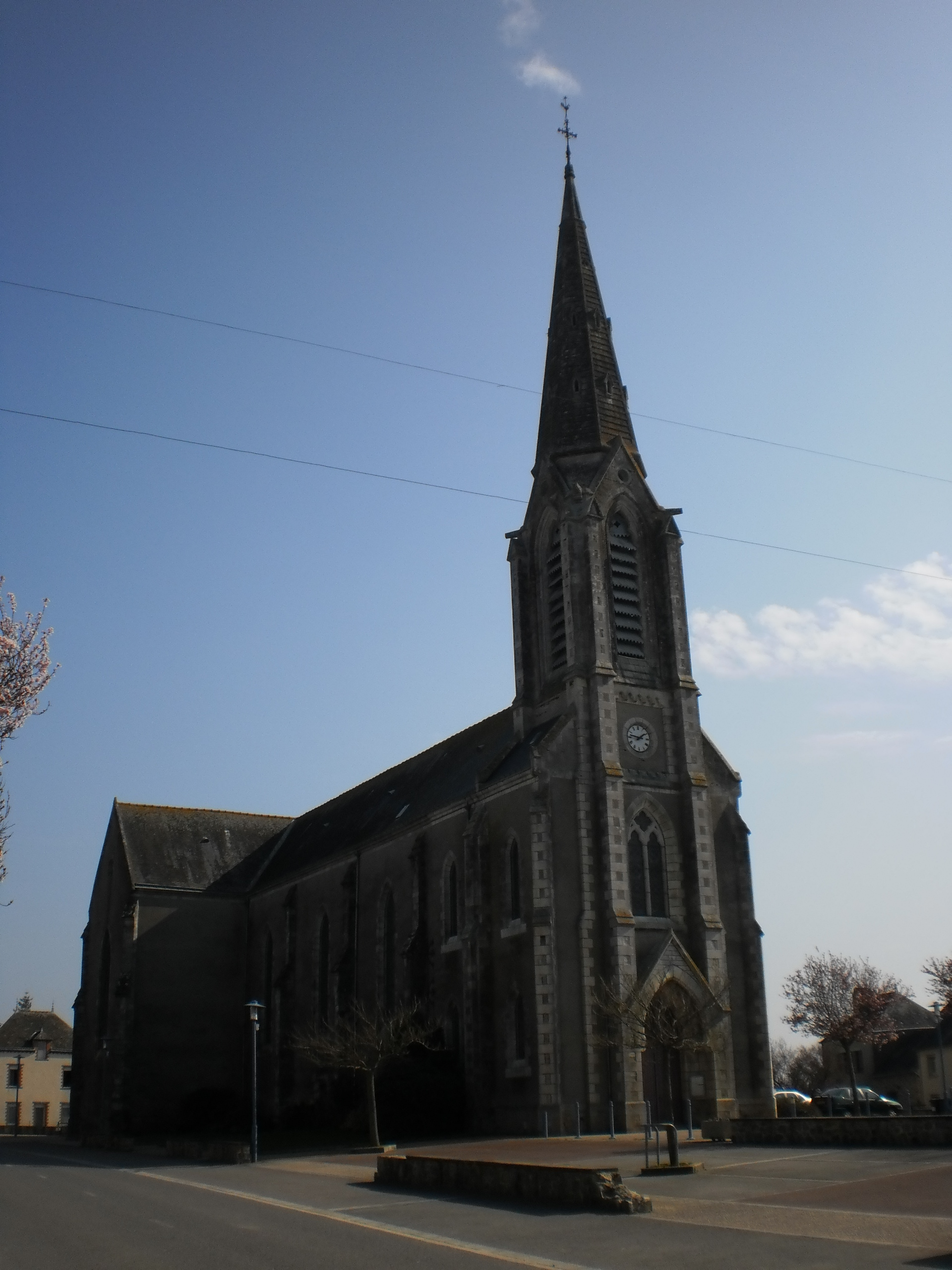
Kirche Saint-Guignolet